# Sindaci di Velletri
Elenco dei sindaci, podestà e commissari di Velletri in ordine cronologico dal 1870, data del passaggio della città dallo Stato Pontificio al Regno d'Italia, ad oggi.

## Cronotassi dei sindaci

### Regno d'Italia (1861-1946)
| Periodo       | Periodo | Primo cittadino                   | Partito                    | Carica                  | Note |
| ------------- | ------- | --------------------------------- | -------------------------- | ----------------------- | ---- |
| 1871          | 1873    | Giuseppe Filippi                  | -                          | Sindaco                 |      |
| 1873          | 1878    | Luigi Galletti                    | -                          | Sindaco                 |      |
| 1878          | 1882    | Principe Ginnetti                 | -                          | Sindaco                 |      |
| 1882          | 1889    | Antonio Novelli                   | -                          | Sindaco                 |      |
| 1889          | 1890    | Paolo Antonelli                   | -                          | Sindaco                 |      |
| 1890          | 1897    | Alfonso Alfonsi                   | -                          | Sindaco                 |      |
| 1897          | -       | Federico Spairani                 | -                          | Commissario             |      |
| 1897          | 1903    | Mario Barbetta                    | -                          | Sindaco                 |      |
| 1903          | 1906    | Mariano Pieroni                   | -                          | Sindaco                 |      |
| 1906          | 1909    | Alfonso Alfonsi                   | -                          | Sindaco                 |      |
| 1909          | -       | Filateo Lozzi                     | -                          | Commissario             |      |
| 1910          | 1913    | Mariano Pieroni                   | -                          | Sindaco                 |      |
| 1914          | 1916    | Mario Barbetta                    | -                          | Sindaco                 |      |
| 1916          | 1921    | Igino Mancini                     | -                          | Sindaco                 |      |
| 1921          | 1922    | Eugenio Pietrosanti               | -                          | Sindaco                 |      |
| 1922          | -       | Raffaele Costia e Filippo Velli   | -                          | Commissari              |      |
| 1925          | 1930    | Stanislao Mammucari               | Partito Nazionale Fascista | Sindaco                 |      |
| 1930          | 1932    | Stanislao Mammucari               | Partito Nazionale Fascista | Podestà                 |      |
| 1932          | 1940    | Cesare Cesaroni                   | Partito Nazionale Fascista | Podestà                 |      |
| 1940          | -       | Carlo Corsetti e Francesco Marina | -                          | Commissari              |      |
| giugno 1944   | -       | Clelio Bianchi                    | -                          | Commissario Governativo |      |
| novembre 1944 | -       | Paolo Colombo                     | -                          | Commissario Prefettizio |      |
| 1945          | 1946    | Alberto Luiti                     | -                          | Commissario Prefettizio |      |

### Repubblica Italiana (dal 1946)
| Periodo          | Periodo          | Primo cittadino      | Partito                            | Carica                  | Note                                |
| ---------------- | ---------------- | -------------------- | ---------------------------------- | ----------------------- | ----------------------------------- |
| 7 aprile 1946    | 23 dicembre 1947 | Bruno Bernabei       | Partito Repubblicano Italiano      | Sindaco                 | Deceduto.                           |
| 1947             | 1952             | Carlo Barbetta       | Partito Repubblicano Italiano      | Sindaco                 |                                     |
| 1952             | 1956             | Francesco Velletri   | Partito Comunista Italiano         | Sindaco                 |                                     |
| 1956             | 1957             | Domenico Parmeggiani | Democrazia Cristiana               | Sindaco                 |                                     |
| marzo 1958       | ottobre 1958     | Bruno Murano         | Democrazia Cristiana               | Sindaco                 |                                     |
| ottobre 1958     | novembre 1958    | Mario Placitelli     | -                                  | Sindaco                 |                                     |
| 1958             | 1960             | Bruno Murano         | Democrazia Cristiana               | Sindaco                 |                                     |
| 1961             | 1962             | Natalino Rosati      | Partito Comunista Italiano         | Sindaco                 |                                     |
| 1962             | 1965             | Mario Lungarini      | Democrazia Cristiana               | Sindaco                 |                                     |
| 1965             | 1971             | Fernando Cioci       | Partito Repubblicano Italiano      | Sindaco                 |                                     |
| 1971             | 1972             | Mario Lungarini      | Democrazia Cristiana               | Sindaco                 |                                     |
| 1972             | 1976             | Silvio Cremonini     | Partito Comunista Italiano         | Sindaco                 |                                     |
| 1976             | 1982             | Patrizio Saraceni    | Partito Repubblicano Italiano      | Sindaco                 |                                     |
| 1982             | 1985             | Evaristo Ciarla      | Partito Repubblicano Italiano      | Sindaco                 |                                     |
| 1985             | 1988             | Tito Ferretti        | Partito Comunista Italiano         | Sindaco                 |                                     |
| 5 agosto 1988    | 28 novembre 1990 | Salvatore Canzoneri  | Partito Repubblicano Italiano      | Sindaco                 |                                     |
| 28 novembre 1990 | 27 aprile 1992   | Maurizio Zannola     | Partito Repubblicano Italiano      | Sindaco                 |                                     |
| 27 aprile 1992   | 21 giugno 1993   | Patrizio Saraceni    | Partito Repubblicano Italiano      | Sindaco                 |                                     |
| 21 giugno 1993   | 28 aprile 1997   | Valerio Ciafrei      | Partito Democratico della Sinistra | Sindaco                 |                                     |
| 28 aprile 1997   | 22 febbraio 1999 | Bruno Cesaroni       | Alleanza Nazionale                 | Sindaco                 | Sospensione del Consiglio Comunale. |
| 22 febbraio 1999 | 27 giugno 1999   | Bruno Sbordone       | -                                  | Commissario prefettizio |                                     |
| 27 giugno 1999   | 14 giugno 2004   | Bruno Cesaroni       | Alleanza Nazionale                 | Sindaco                 |                                     |
| 14 giugno 2004   | 24 luglio 2007   | Bruno Cesaroni       | Alleanza Nazionale                 | Sindaco                 | Dimissioni del sindaco.             |
| 24 luglio 2007   | 29 aprile 2008   | Stefano Trotta       | -                                  | Commissario prefettizio |                                     |
| 29 aprile 2008   | 29 maggio 2013   | Fausto Servadio      | Partito Democratico                | Sindaco                 |                                     |
| 29 maggio 2013   | 25 giugno 2018   | Fausto Servadio      | Partito Democratico                | Sindaco                 |                                     |
| 25 giugno 2018   | 30 maggio 2023   | Orlando Pocci        | Partito Democratico                | Sindaco                 |                                     |
| 30 maggio 2023   | in carica        | Ascanio Cascella     | Fratelli d'Italia                  | Sindaco                 |                                     |